# Ożota zwyczajna
Ożota zwyczajna, aster ożota (Galatella linosyris (L.) Rchb.f.) – gatunek rośliny z rodziny astrowatych. Występuje w Europie południowej i środkowej, w Azji Mniejszej i północno-zachodniej Afryce. W Polsce roślina rzadka. Występuje na Kujawach, Pomorzu Zachodnim, w Wielkopolsce,  na Wyżynie Małopolskiej i Lubelskiej (tutaj jest dość częsta), a także w okolicach Przemyśla.

## Nazewnictwo
Gatunek zaliczany był do rodzaju ożota (Linosyris) jako Linosyris vulgaris DC. W wyniku analiz filogenetycznych rodzaj ten włączono do rodzaju galatella Galatella. Na liście flory krajowej z 2020 nie dokonano aktualizacji taksonomicznej i stąd ożota zwyczajna ujęta jest pod tradycyjną nazwą zwyczajową i naukową.

## Morfologia

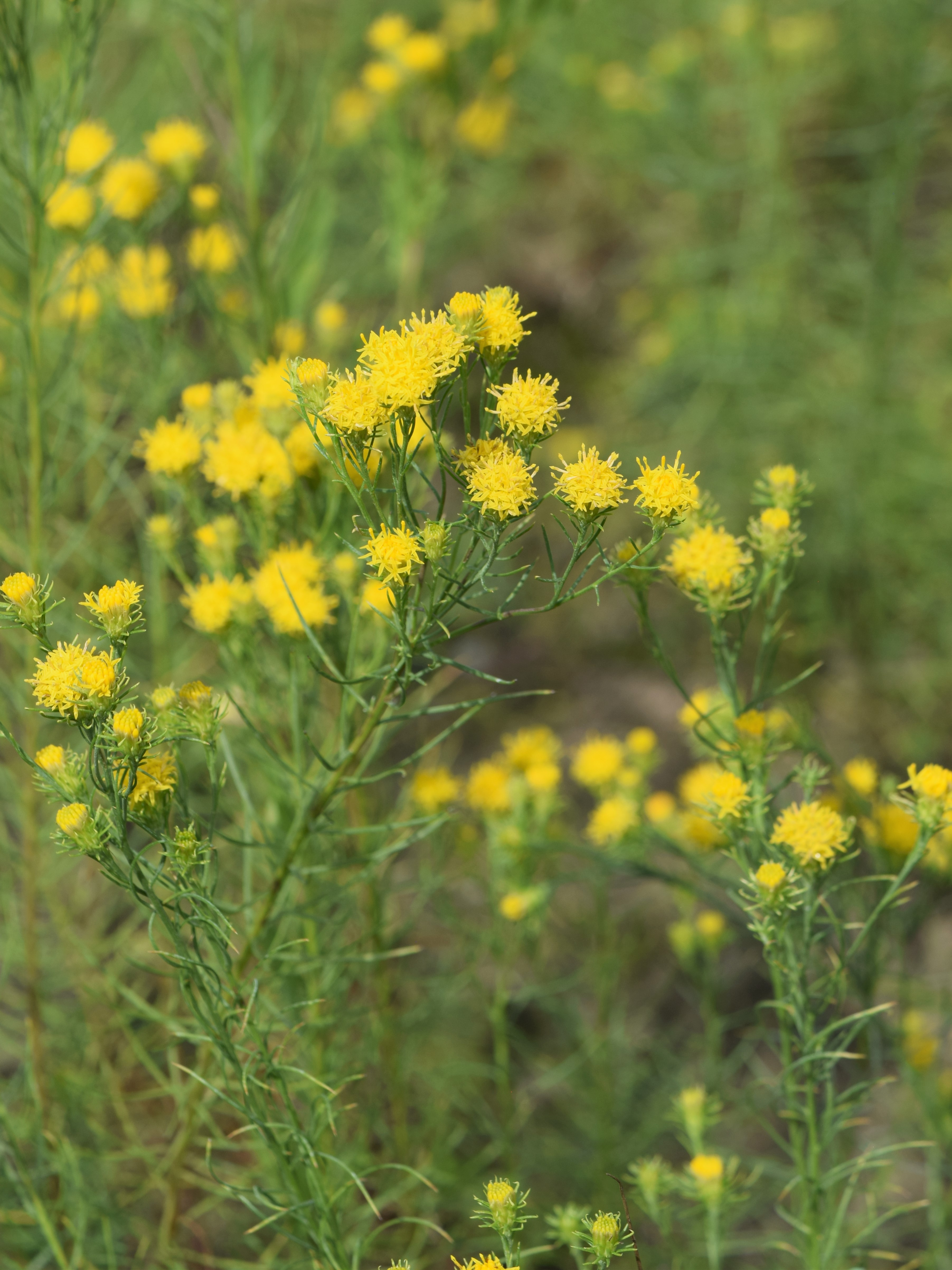
Pokrój

PokrójRoślina zielna, z grubym kłączem, z którego wyrastają wzniesione łodygi osiągające do 70 cm wysokości i rozgałęziające się tylko w obrębie kwiatostanu. Roślina prawie naga – pokryta bardzo drobnymi włoskami widocznymi pod powiększeniem. Łodygi są zielone lub w dole czerwono nabiegłe, delikatnie żeberkowane.
LiścieDość gęste, zwykle przylegające do łodygi lub odstające. Blaszki równowąskie do równowąsko lancetowatych, na wierzchołku długo zaostrzone, o szerokości do 0,3 cm i długości do 6 cm, jednonerwowe. Górne liście drobne – igiełkowate.
KwiatyZebrane w koszyczki a te w baldachogrona z rozwidlającymi się rozgałęzieniami osiągającymi do 10 cm. Szypuły koszyczków osiągają do 3 cm długości z kilkoma szydlastymi listkami przechodzącymi w listki okrywy. Okrywa osiąga do 7 mm długości i tworzona jest przez wąskie, ostre i miękko owłosione listki rosnące w kilku szeregach. Listki są zielonkawe i mają odgięte wierzchołki. W koszyczku wszystkie kwiaty rurkowate, obupłciowe i żółte. Rurki koron lejkowate o ok. 4 mm długości z łatkami o długości 3 mm. Pylniki zrośnięte w rurkę długości ok. 3 mm. Szyjka słupka zwieńczona jest dwoma wydłużonymi i skierowanymi ku sobie znamionami.
OwocePrzylegle owłosione niełupki długości ok. 3 mm, z puchem kielichowym o białawych lub rudawych włoskach różnej długości, z zadziorkami.

## Biologia i ekologia

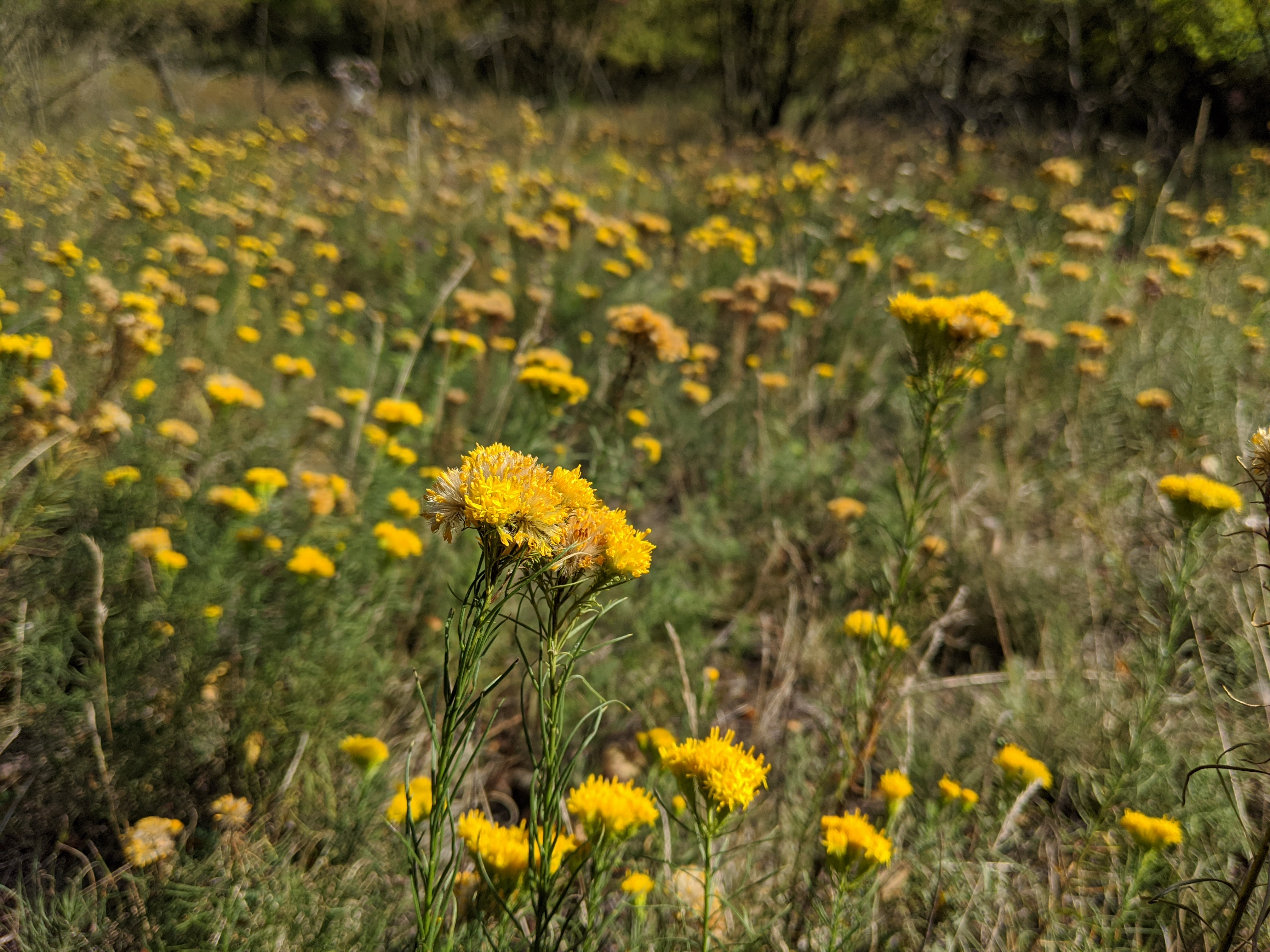
Murawa z ożotą

- Bylina, hemikryptofit[6]. Kwitnie od sierpnia do września, nasiona rozsiewane są przez wiatr[9].
- Siedlisko: murawy kserotermiczne, słoneczne wzgórza i zarośla (szczególnie z leszczyną i wiśnią karłowatą), zbocza wąwozów lessowych. Preferuje gleby z dużą zawartością wapnia, o odczynie obojętnym lub zasadowym. Gatunek światłolubny i ciepłolubny[7].
- W klasyfikacji zbiorowisk roślinnych gatunek charakterystyczny dla klasy (Cl.) Festuco-Brometea[10].
- Liczba chromosomów 2n=18, 36[6].

## Zagrożenia i ochrona
Roślina objęta w Polsce ścisłą ochroną gatunkową. Umieszczona na polskiej czerwonej liście w kategorii VU (narażony).
Niektóre jej stanowiska są zagrożone wskutek zarastania przez drzewa i krzewy w wyniku naturalnej sukcesji ekologicznej, a także wskutek działalności człowieka – zalesiania lub zaorywania terenów, na których występuje.